# 大希爾站
大希爾站（：／ Daesil yeok */?）是大邱地鐵2號線沿線的一座地下車站，位於韓國大邱廣域市達城郡多斯邑。站名源自所在地「竹谷里」的「竹谷」改為韓語固有詞音譯而成。

## 車站結構
站體為2面2線曲線式設計側式月台的地下車站，候車月台設有月台幕門，並有4處出口。

### 月台配置
| 多斯 ↑ |
| \| 上  |
| ↓ 江倉 |

| 月台 | 路線               | 目的地                   |
| ---- | ------------------ | ------------------------ |
| 上行 | ●大邱都市鐵道2號線 | 多斯、汶陽方向           |
| 下行 | ●大邱都市鐵道2號線 | 半月堂、泛魚、嶺南大方向 |

## 历史
- 2005年10月18日：落成啟用。

## 車站周邊
- 琴湖江邊公園
- 江亭高靈洑（朝鲜语：강정고령보）
- 大希爾郵局
- 國民銀行大希爾分行
- 新韓銀行大希爾分行
- 中小企業銀行大希爾分行
- 韓國畜產業協會（朝鲜语：축산업협동조합）達城大希爾支社

## 圖片

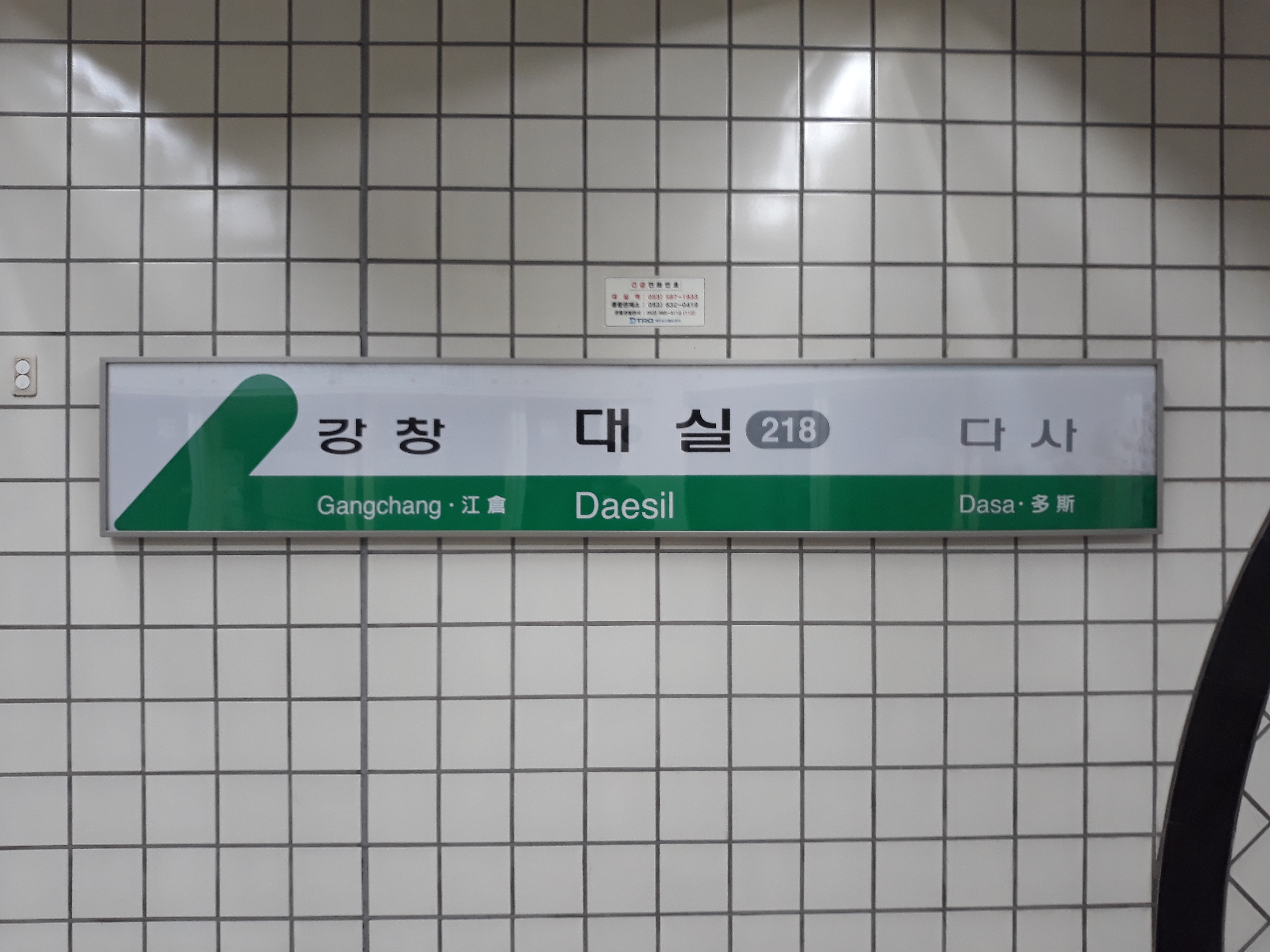
站名牌
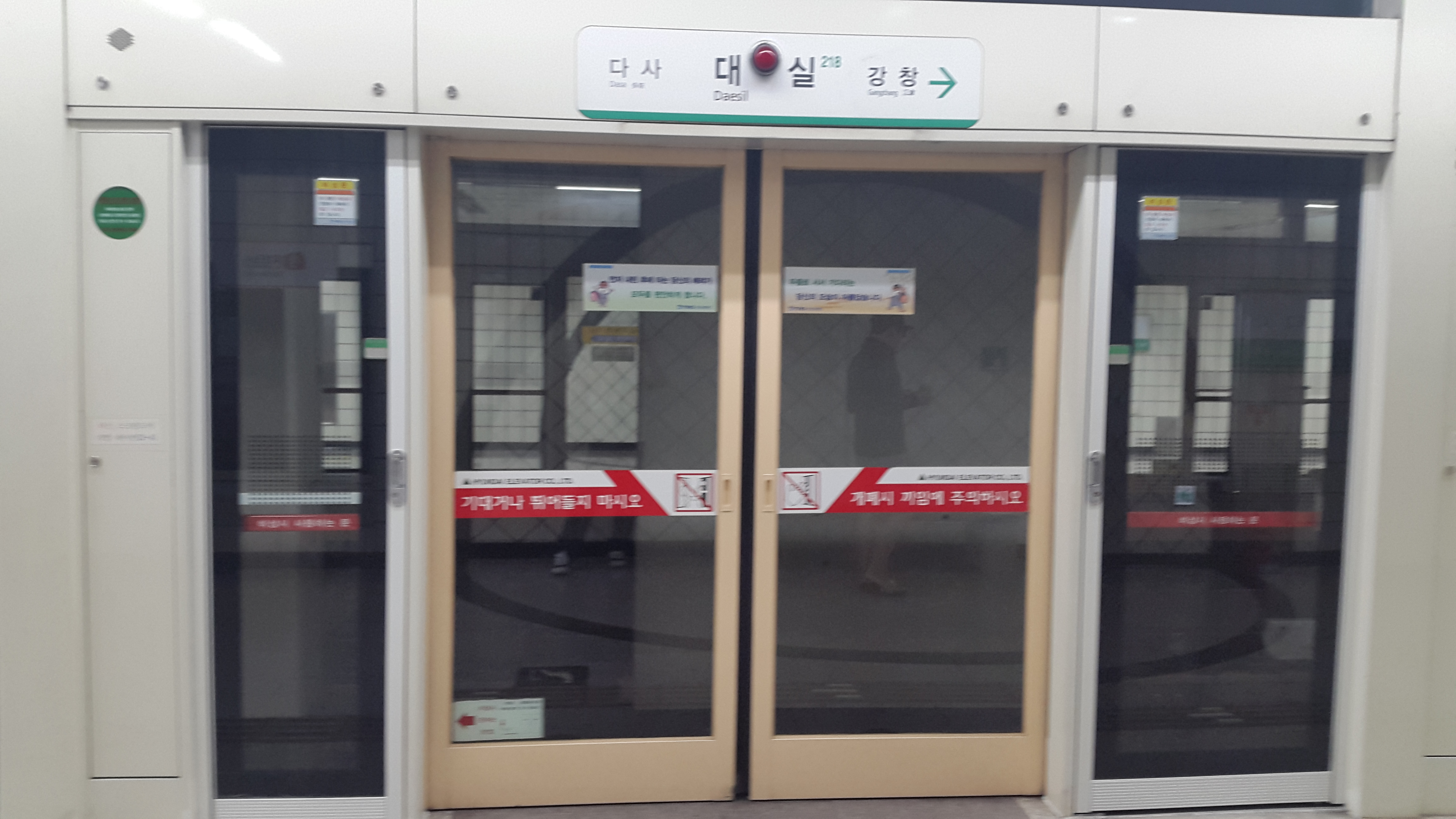
月台門
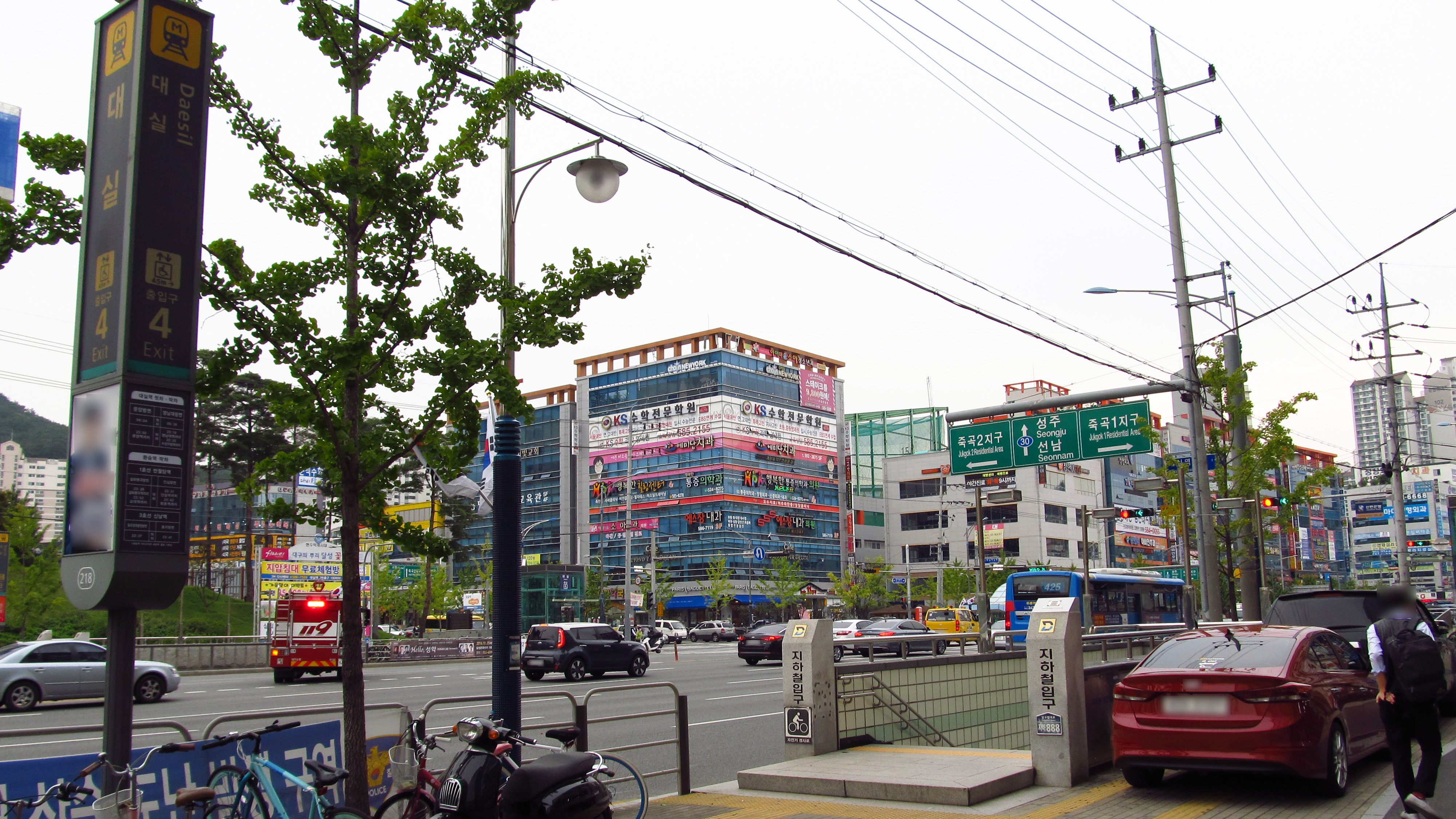
4號出口

## 相鄰車站
大邱都市鐵道公社
●大邱都市鐵道2號線
多斯（217）－大希爾（218）－江倉（219）